# Крупп, Бьорн
Бьорн Крупп (нем. Björn Krupp; 6 марта 1991, Атланта, США) —  немецкий профессиональный хоккеист, защитник. Игрок сборной Германии по хоккею с шайбой.

## Биография
Родился 6 марта 1991 года в городе Атланта, в США, в семье немецкого хоккеиста Уве Круппа. Выступал в младших юниорских лигах США. В 2007 году выступал за сборную США на Мировом кубке вызова. С 2008 по 2011 год являлся игроком хоккейного клуба «Бельвиль Буллз». В хоккейной лиге Онтарио за команду провёл 206 матчей, забросил 2 шайбы и отдал 24 голевые передачи.
В 2011 году стал игроком кёльнской команды «Кёльнер Хайе», которую в то время возглавлял его отец. В составе клуба провёл у 4 сезона в Высшей лиге Германии, в 199 матчах отметился 5 шайбами и 24 голевыми передачами. Дважды выходил в финал плей-офф чемпионата Германии. В 2013 году сыграл 8 матчей в третьей лиге страны за команду «Фюксе Дуйсбург».
С декабря 2014 года игрок выступает за клуб «Гриззлис Вольфсбург». В 2017 году стал серебряным призёром лиги.
17 ноября 2018 года подписал контракт с клубом «Адлер Мангейм».
В 2015 году дебютировал на чемпионате мира по хоккею с шайбой за национальную команду Германии.